# Kilomètre

Définition du kilomètre adoptée en 1791 : 10000e partie de la distance du pôle Nord à l'équateur en passant par Paris.

Le kilomètre (symbole km) est une unité de longueur, créée en 1790, valant 1 000 mètres.
C'est le multiple du mètre le plus fréquemment utilisé pour mesurer les distances terrestres (par exemple : entre les villes). On définit ainsi des points kilométriques le long des voies de communications, qui se matérialisent sur les routes par des bornes routières.
On utilise aussi le kilomètre linéaire dans le domaine des archives, pour en quantifier le volume ; il correspond à la longueur cumulée des rayonnages occupés par les documents[réf. nécessaire].
Le symbole du préfixe kilo- est la lettre « k » minuscule.
La notation Km (avec un « K » majuscule) est à proscrire, car dans le système international d'unités ce K majuscule est le symbole du kelvin, l'unité de température thermodynamique. Km est donc le symbole de l'unité kelvin mètre.

## Conversion

### En miles
On peut obtenir une distance en mile à partir d'une distance en kilomètre avec la formule suivante :
M = km ÷ 1,609
De même, on peut obtenir une distance en kilomètres à partir d'une distance en miles en réécrivant la formule ci-dessus :
km = M × 1,609